# العائلة الصديقية في نانوتا
العائلة الصديقي في نانوته، هي عائلة من سليل الخليفة الأولى من الخلفاء الراشدين أبو بكر الصديق، يعيشون في مدينة نانوته الهندية على الأغلب. ومن بين أفراد هذه العائلة مملوك علي النانوتوي ومحمد قاسم النانوتوي ومحمد يعقوب النانوتوي ومحمد طيب القاسمي ومحمد سالم القاسمي.
محمد قاسم النانوتوي هو المؤسس المشارك لدار العلوم ديوبند، ومظهر علي النانوتوي المؤسس المشترك لمظاهر العلوم، ومحمد طيب القاسمي هو المؤسس المشارك لمجلس قانون الأحوال الشخصية الإسلامي لعموم الهند، ومحمد سالم قاسمي هو المؤسس المشارك لدار العلوم الوقف، ديوبند.

## التاريخ
جاء محمد هاشم إلى الهند من بلخ في عهد السلطان المغولي شاهجهان واستقر في نانوته. أعطاه شاهجهان «جايجير»، وبالمثل تم منح علماء وقديسين آخرين.

## النسب
سلسلة نسب محمد هاشم هو: ”محمد هاشم بن شاه محمد بن قاضي طه بن مبارك بن أمان الله بن جمال الدين بن قاضي ميران بن مظهر الدين بن نجم الدين بن نجم الدين الثاني بن نور الدين الربيع بن قيام الدين بن صياء الدين بن نور الدين الثالث بن نجم الدين بن نور الدين الثاني بن ركن الدين بن رفيع الدين بن بهاء الدين بن شهاب الدين بن خواجه يوسف بن خليل بن صدر الدين الحاج بن إسماعيل الشهيد بن نور الدين القتال بن محمود بن بهاء الدين بن عبد الله بن زكريا بن نور بن سيرة بن سعدي الصديقي بن بن وحيد الدين بن مسعود بن ركن الدين بن قاسم بن محمد بن أبي بكر الصديق“.

## شخصيات بارزة

### مملوك علي النانوتوي
مملوك علي النانوتوي (1789-1851) نسبه: مملوك علي بن أحمد علي بن غلام شرف بن عبد الله بن عبد الفتاح بن محمد معين بن عبد السميع بن محمد هاشم. خلال حياته المهنية، قام بالتدريس في كلية ذاكر حسين دلهي. وينسب إليه الفضل في كونه معلما للعديد من العلماء الهنود الأكثر شهرة في ذلك الوقت، بما في ذلك فضل الرحمن عثماني، ومحمد قاسم النانوتوي، ونذير أحمد دهلوي، ورشيد أحمد غانغوهي، وسعيد أحمد خان، وزكاء الله دهلوي.
شغل ابنه، محمد يعقوب النانوتوي، منصب الرئيس الأول في دار العلوم ديوبند من عام 1866 إلى عام 1883. كان مؤلف الكتاب الديني الديوبندي «المهند على الماند» خليل أحمد السهرانبوري ابن بنت مملوك علي.

### محمد قاسم النانوتوي
نسب محمد قاسم النانوتوي (1832-1880): محمد قاسم بن أسد علي بن غلام شاه بن محمد بخش بن علاء الدين بن محمد فاتح بن محمد المفتي بن عبد السميع بن محمد هاشم. كان أحد المؤسسين الرئيسين لدار العلوم ديوبند، حيثما بدأت الحركة الديوبندية. كان ابنه الكبير حافظ محمد أحمد مفتي أعظم حيدر أباد وخدم لمدة خمسة وثلاثين عاما نائبا لرئيس دار العلوم ديوبند. محمد طيب القاسمي نجل محمد أحمد شغل المنصب لمدة نصف قرن. كان طيب القاسمي المؤسس المشارك لمجلس قانون الأحوال الشخصية لمسلمي عموم الهند.
محمد سالم القاسمي ابن طيب القاسمي، هو المؤسس المشارك لدار العلوم الوقف ديوبند. وابنه محمد سفيان قاسمي رئيس هذه الجامعة.

### حافظ لطف علي
كان لطف علي ابن عم مملوك علي النانوتوي. ونسبه: لطف علي بن محمد حسن بن غلام شرف. بن عبد الله بن عبد الفتاح بن محمد معين عبد السميع بن محمد هاشم.